# Jekaterina Wiktorowna Jurlowa-Percht
Jekaterina Wiktorowna Jurlowa-Percht, geb. Jurlowa (russisch Екатери́на Ви́кторовна Ю́рлова-Перхт; * 23. Februar 1985 in Leningrad, Russische SFSR, Sowjetunion) ist eine ehemalige russische Biathletin. 2008 debütierte sie im Biathlon-Weltcup, blieb aber mehrere Jahre ohne Podiumsergebnis. Bei den Weltmeisterschaften 2015 gewann sie die Goldmedaille im Einzelrennen und etablierte sich in der Folge unter den besten 20 Biathletinnen im Weltcupfeld. 2024 beendete sie ihre aktive Laufbahn.

## Sportliche Laufbahn

### Anfänge und erste Weltcupjahre
Jekaterina Jurlowa begann ihre Laufbahn als Skilangläuferin und wechselte mit etwa 20 Jahren zum Biathlon. Bei den Junioren-Europameisterschaften 2006 in Langdorf wurde sie Sechste im Sprint und 17. im Verfolgungsrennen. Zum Beginn der Saison 2007/08 debütierte die Russin im Europacup (ab 2008: IBU-Cup). Bis Anfang 2010 erreichte sie in der zweithöchsten Biathlon-Wettkampfserie mehrere Top-Ten-Resultate, ihr bestes Ergebnis erzielte sie im Dezember 2009 als Zweite des Sprintrennens von Obertilliach. Ab März 2008 erhielt Jurlowa vereinzelte Einsätze im Weltcup, im Januar 2010 holte sie – als 28. des Sprints von Oberhof – zum ersten Mal Weltcuppunkte. Zwei Monate später traf sie im Sprint von Kontiolahti alle zehn Scheiben und platzierte sich auf Rang 15. Während dieser Jahre gewann Jurlowa zudem zwei Medaillen bei Europameisterschaften, jeweils mit der russischen Staffel: 2009 sicherte sich das Quartett hinter der ukrainischen Vertretung Silber, im Folgejahr Bronze. Auch bei mehreren EM-Einzelrennen belegte Jurlowa einen der vorderen zehn Plätze.
2010/11 war Jurlowa erstmals über die gesamte Saison hinweg Teil der russischen Weltcupmannschaft. Als 16. des Gesamtweltcups war sie hinter Olga Saizewa die zweitbeste Athletin ihres Landes. In mehreren Wettkämpfen erreichte sie die vorderen Zehn, darunter auch bei den Weltmeisterschaften 2011 in Chanty-Mansijsk, wo sie den Sprint mit einem fehlerfreien Schießen auf dem sechsten Rang abschloss. Ihre Position im russischen Team verteidigte Jurlowa in den folgenden Jahren nicht: Vereinzelt gelangen ihr zwar Top-Ten-Resultate, im Gesamtklassement des Weltcups fiel sie aber auf Plätze jenseits der ersten 30 zurück. Von Ende 2011 bis 2014 fand Jurlowa keine Berücksichtigung in Staffelrennen und wurde auch nicht für die Olympischen Winterspiele 2014 in Sotschi nominiert. Während dieser Zeit nahm sie erstmals an der nicht zum Weltcup zählenden World Team Challenge teil, die sie 2012 gemeinsam mit Anton Schipulin für sich entschied. Jurlowa vertrat Russland in den folgenden Jahren häufiger in diesem Wettbewerb und gewann ihn 2017 – nun zusammen mit Alexei Wolkow – ein zweites Mal.

### Weltmeisterin und Etablierung in der erweiterten Weltspitze

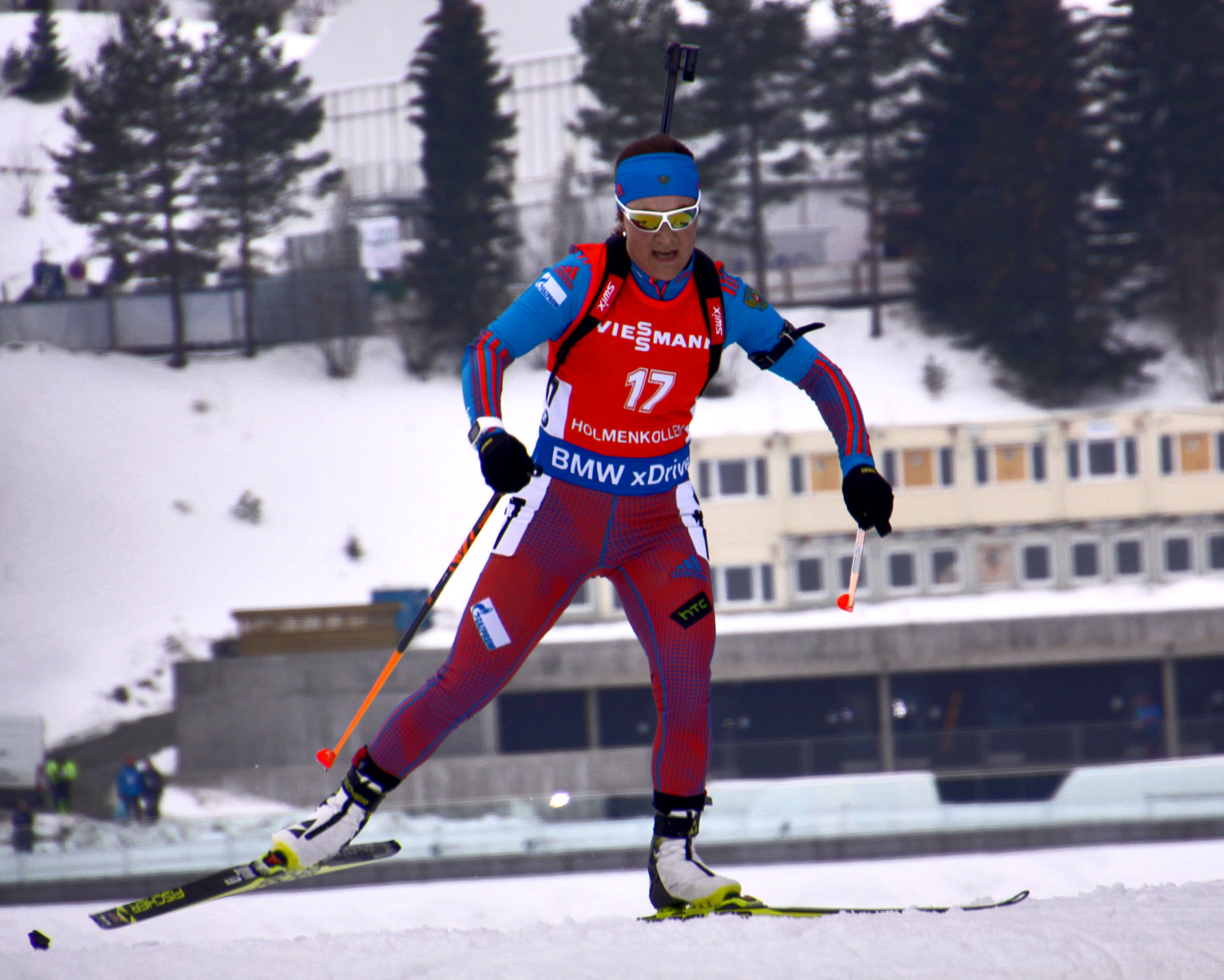
Jurlowa-Percht bei den Weltmeisterschaften 2016

Ende 2013 wurde Jurlowa vorübergehend ins russische IBU-Cup-Team zurückgestuft. Dort erreichte sie in den folgenden anderthalb Jahren mehrmals das Podest und gewann zudem bei den Europameisterschaften 2015 in Otepää zwei Bronzemedaillen im Einzel sowie in der Verfolgung. Kurz vor den Weltmeisterschaften in Kontiolahti stieg sie wieder in die erste Mannschaft auf und wurde für die WM als Ersatzläuferin nominiert. Am 11. März 2015 erhielt Jurlowa ihren ersten Einsatz in Kontiolahti und gewann das 15-Kilometer-Einzelrennen mit der Startnummer 93 (bei 105 Starterinnen) und 23,2 Sekunden Vorsprung auf die lange Zeit führende Tschechin Gabriela Soukalová. Als einzige Athletin des Wettkampfs traf sie mit allen 20 Schüssen. Ihr Sieg – der erste WM-Titel für die russischen Biathleten seit 2009 – wurde als „völlig überraschend“ eingeschätzt. Im Januar 2016 entschied Jurlowa-Percht (seit ihrer Hochzeit im Oktober 2015 den Doppelnamen tragend) in Antholz ein zweites Weltcuprennen für sich: Als Dritte des Sprints schoss sie in der anschließenden Verfolgung nur einen Fehler und kam 12 Sekunden vor der zweitplatzierten Selina Gasparin ins Ziel. Die Saison 2016/17 ließ sie wegen der Geburt ihres ersten Kindes aus.
Von 2018 bis 2020 war Jurlowa-Percht in drei aufeinanderfolgenden Wintern die stärkste russische Biathletin in den jeweiligen Gesamtklassements des Weltcups, in denen sie die Plätze 13, 14 und 17 einnahm. Die besten Einzelergebnisse erzielte sie in der Saison 2018/19: Als Schlussläuferin der Frauenstaffel um die fünf bis acht Jahre jüngeren Jewgenija Pawlowa, Margarita Wassiljewa und Larissa Kuklina überquerte die 33-jährige Jurlowa-Percht in Oberhof im Januar 2019 als Erste die Ziellinie. Einen Monat später holte sie bei den Europameisterschaften die Silbermedaille im Sprint und den Titel in der Verfolgung. Im März belegte sie bei der WM 2019 in Östersund den zweiten Rang im Massenstart mit fünf Sekunden Rückstand auf die Siegerin Dorothea Wierer und gewann damit ihre zweite WM-Medaille. Während dieser Jahre präsentierte sich Jurlowa-Percht als besonders starke Liegendschützin. In diesem Anschlag traf sie über die Saison gesehen mit bis zu 94 % ihrer Schüsse – im Stehendschießen lag ihre durchschnittliche Trefferquote bei etwa 75 %. Zudem war sie im Weltcupfeld eine leicht überdurchschnittliche Läuferin, deren Zeiten ein bis zwei Prozent schneller als die ihrer Konkurrentinnen waren. Wegen der Geburt ihres zweiten Kindes verzichtete Jurlowa-Percht in den Wintern 2020/21 und 2021/22 auf Weltcupstarts. Nach zweijähriger Wettkampfpause trat sie mit 37 Jahren im Frühjahr 2022 zu den russischen Meisterschaften in Tjumen an, bei denen sie den Titel in der Single-Mixed-Staffel mit Maxim Zwetkow errang. Der Trainerrat nahm sie anschließend wieder in den Nationalkader auf. Weil russische Sportler als Folge des russischen Überfalls auf die Ukraine ab 2022 von den Wettkämpfen der Internationalen Biathlon-Union ausgeschlossen waren, startete Jurlowa-Percht in den letzten Jahren ihrer Laufbahn im Commonwealth Cup gegen russische und belarussische Konkurrentinnen. Im April 2024 erklärte sie das Ende ihrer aktiven Karriere.

## Persönliches
Jurlowa-Percht ist studierte Sportpsychologin. 2011 veröffentlichte sie in Russland einen Sammelband ihrer Gedichte. Am 17. Oktober 2015 heiratete sie Josef Percht, damals Physiotherapeut der österreichischen Nationalmannschaft, und trägt seitdem den Doppelnamen Jurlowa-Percht. Das Paar hat zwei Töchter (* 2016 und * 2021).
In einem von russischen Sportmedien aufgegriffenen Interview mit RT nannte Jurlowa-Percht im April 2022 Nikolai Lopuchow und Wolfgang Pichler als die zwei Trainer, die für ihre Entwicklung am bedeutendsten gewesen seien. Der als harter Übungsleiter geltende Lopuchow habe ihr als Juniorin eine für ihre spätere Laufbahn hilfreiche Einstellung zum Sport vermittelt; Pichler – der ihr während seiner Zeit als russischer Nationaltrainer zwischen 2011 und 2014 nur geringe Erfolgsaussichten bescheinigte – habe ihr einen Schub zur Selbstentwicklung und zum Lernen von Fremdsprachen gegeben.

## Wettkampfbilanz

### Weltcupsiege
| Nr. | Datum         | Ort              | Disziplin  |
| --- | ------------- | ---------------- | ---------- |
| 1.  | 11. März 2015 | Kontiolahti (WM) | Einzel     |
| 2.  | 23. Jan. 2016 | Antholz          | Verfolgung |

| Nr. | Datum         | Ort     | Disziplin |
| --- | ------------- | ------- | --------- |
| 1.  | 13. Jan. 2019 | Oberhof | Staffel 1 |

### Weltcup-Statistik
Die Tabelle zeigt alle Platzierungen (je nach Austragungsjahr einschließlich Olympische Spiele und Weltmeisterschaften).
- 1.–3. Platz: Anzahl der Podiumsplatzierungen
- Top 10: Anzahl der Platzierungen unter den ersten zehn (einschließlich Podium)
- Punkteränge: Anzahl der Platzierungen innerhalb der Punkteränge (einschließlich Podium und Top 10)
- Starts: Anzahl gelaufener Rennen in der jeweiligen Disziplin
- Staffel: inklusive Mixed- und Single-Mixed-Staffeln

| Platzierung | Einzel | Sprint | Verfolgung | Massenstart | Staffel | Gesamt |
| ----------- | ------ | ------ | ---------- | ----------- | ------- | ------ |
| 1. Platz    | 1      |        | 1          |             | 1       | 3      |
| 2. Platz    |        |        |            | 1           | 1       | 2      |
| 3. Platz    |        | 2      |            |             | 1       | 3      |
| Top 10      | 4      | 8      | 6          | 9           | 27      | 54     |
| Punkteränge | 18     | 50     | 41         | 27          | 29      | 165    |
| Starts      | 22     | 62     | 44         | 27          | 30      | 185    |

### Biathlon-Weltmeisterschaften
Ergebnisse bei Weltmeisterschaften:
| Weltmeisterschaft | Weltmeisterschaft | Einzelwettbewerbe | Einzelwettbewerbe | Einzelwettbewerbe | Einzelwettbewerbe | Staffelwettbewerbe | Staffelwettbewerbe | Staffelwettbewerbe  |
| Jahr              | Ort               | Sprint            | Verfolgung        | Einzel            | Massenstart       | Frauenstaffel      | Mixedstaffel       | Single-Mixedstaffel |
| ----------------- | ----------------- | ----------------- | ----------------- | ----------------- | ----------------- | ------------------ | ------------------ | ------------------- |
| 2011              | Chanty-Mansijsk   | 6.                | 10.               | 7.                | 14.               | 8.                 | –                  |                     |
| 2013              | Nové Město        | –                 | –                 | 32.               | –                 | –                  | –                  |                     |
| 2015              | Kontiolahti       | –                 | –                 | 1.                | 11.               | DSQ                | –                  |                     |
| 2016              | Oslo              | 19.               | 21.               | 11.               | 13.               | 11.                | 7.                 |                     |
| 2019              | Östersund         | 8.                | 19.               | 17.               | 2.                | 5.                 | 4.                 | –                   |
| 2020              | Antholz           | 21.               | 12.               | 13.               | 6.                | 8.                 | 6.                 | –                   |